# Кивдо-Тюкан
Кивдо-Тюка́н — село в Бурейском районе Амурской области России. Входит в Муниципальное образование «Рабочий посёлок (пгт) Бурея».

## География
Дорога к селу Кивдо-Тюкан идёт на северо-запад от административного центра муниципального образования пос. Бурея, расстояние — около 10 км.
Западнее села протекает река Кивда, восточнее — река Тюкан с его притоками (обе реки — правые притоки Буреи).
На юго-запад от села Кивдо-Тюкан идёт дорога к пос. Кивдинский и к селу Муравка.

## Население
| 2002 | 2010 | 2012 | 2013 | 2014 | 2015 | 2016 |
| ---- | ---- | ---- | ---- | ---- | ---- | ---- |
| 74   | ↘47  | ↘44  | ↘41  | →41  | ↘38  | ↘36  |
| 2017 | 2018 |      |      |      |      |      |
| ↘32  | ↘31  |      |      |      |      |      |